# Амударьинский малый лопатонос
Амударьинский малый лопатонос (Pseudoscaphirhynchus hermanni) — крайне редкий вид осетровых, ставший известным науке более 100 лет назад. Встречался в бассейне Амударьи. Сведений о его жизни практически нет. Вид находится на грани исчезновения и внесен в региональные и международную Красные книги. Считается самим мелким видом осетровых в мире. Последняя поимка зарегистрирована в 1996 году.